# Le più belle canzoni italiane interpretate da Mina
| Оценки критиков | Оценки критиков |
| Источник        | Оценка          |
| --------------- | --------------- |
| Musica e dischi | без оценки      |

Le più belle canzoni italiane interpretate da Mina — тринадцатый студийный альбом итальянской певицы Мины, выпущенный в 1968 году на лейбле PDU.

## Об альбоме
Данный альбом был составлен из итальянских песен, которые читатели журналов Amica, La Domenica del Corriere и La Tribuna illustrata посчитали самыми красивыми на тот момент. По результатам голосования было выбрано 10 песен, кавер-версии которых Мина записала для альбома в своей манере. Только песни «E se domani» и «Canzone per te già pubblicati» были уже ранее опубликованы.
Распространялся данный альбом исключительно среди читателей вышеуказанных журналов, он шёл в подарок к одному из выпусков. Тем не менее, через год будет выпущен альбом Мины I discorsi, на котором будут представлены практически все песни из данного лонгплея.
В 2005 году альбом был переиздан лейблом WMI; он смог попасть на 65 место в альбомом чарте Италии.

## Список композиций
| №  | Название                                     | Автор(ы)                                | Длительность |
| -- | -------------------------------------------- | --------------------------------------- | ------------ |
| 1. | «Il cielo in una stanza» (Versione acustica) | Джино Паоли                             | 2:29         |
| 2. | «E se domani» (Versione acustica)            | Джорджо Калабрезе, Карло Альберто Росси | 3:08         |
| 3. | «Munasterio 'e Santa Chiara»                 | Микеле Калдьери, Альберто Бальбьерис    | 2:34         |
| 4. | «Canzone per te»                             | Серджо Бардотти, Серджо Эндриго         | 3:35         |
| 5. | «Ma l’amore no»                              | Микеле Калдьери, Джованни Д’Анци        | 3:35         |
| 6. | «Se stasera sono qui»                        | Могол, Луиджи Тенко                     | 3:32         |

| №  | Название                                           | Автор(ы)                                             | Длительность |
| -- | -------------------------------------------------- | ---------------------------------------------------- | ------------ |
| 1. | «'O sole mio»                                      | Джованни Капурро, Эдуардо ди Капуа, Альфредо Маццуки | 3:44         |
| 2. | «La musica è finita»                               | Никола Салерно, Франко Калифано                      | 3:09         |
| 3. | «Io che amo solo te»                               | Серджо Эндриго                                       | 3:11         |
| 4. | «Non ti scordar di me»                             | Доменико Фурно, Эренсто де Куртис                    | 2:23         |
| 5. | «Silenzioso slow (Abbassa la tua radio per favor)» | Альфредо Бракки, Джованни Д’Анци                     | 2:58         |
| 6. | «Roma, nun fa' la stupida stasera»                 | Пьетро Гаринеи, Сандро Джованни, Армандо Тровайоли   | 2:29         |

## Чарты
| Чарт (2005)               | Высшая позиция |
| ------------------------- | -------------- |
| Италия (Classifica album) | 65             |